# Saropogon olivierii
Saropogon olivierii là một loài ruồi trong họ Asilidae. Saropogon olivierii được Macquart miêu tả năm 1838. Loài này phân bố ở vùng Cổ Bắc giới.